# NGC 5716
NGC 5716 (другие обозначения — MCG -3-37-4, IRAS14383-1715, PGC 52458) — спиральная галактика с перемычкой (SBc) в созвездии Весы.
Этот объект входит в число перечисленных в оригинальной редакции «Нового общего каталога».